# Lennart Zielfelt
Lennart Zielfelt, född 8 december 1895 på Ribbingsholm, Kullerstads församling, Östergötlands län, död där 24 juli 1971, var en svensk genealog.
Efter studentexamen 1913 blev Zielfelt 1916 fänrik vid Första livgrenadjärregementets reserv, där han 1920 blev löjtnant och 1934 kapten. Åren 1918–1920 och från 1923 var han anställd i Svenska Handelsbanken i Stockholm. Zielfelts egentliga livsverk inföll inom genealogin. Han var en av stiftarna av Genealogiska föreningen och var från dess bildande 1933 dess sekreterare och sammanhållande kraft. På posten verkade Zielfelt för främjandet av svensk släktforskning, främst genom skapandet av Genealogiska föreningens arkiv, som under hans ledning utvecklades till ett av släktforskningens mest värdefulla hjälpkällor. Zielfelt tog även initiativet till och redigerade en stor del av föreningens publikationer, såsom släktböckerna (1–8, 1937–1954). Han publicerade ett par mönstergilla släktmonografier, Släkten Zielfelt (1938) och Kommerserådet Lundgrens i Ystad släkt (1950) samt ett flertal uppsatser i genealogiska ämnen.
Lennart Zielfelt var son till kaptenen Hjalmar Zielfelt och Fredrique von Boisman.Han var gift med friherrinnan Barbro Brauner.